# Kazanka (rejon szarłycki)
Kazanka (ros. Казанка) – wieś (sieło) w Rosji, w obwodzie orenburskim, w rejonie szarłyckim. W 2010 liczyła 468 mieszkańców.